# Dotprobe-Aufgabe

Beispiel einer Phobiker-Dotprobeaufgabe. Der Punkt wird normalerweise so lange präsentiert bis die Person reagiert.

Die Dotprobe-Aufgabe (MacLeod, Mathews & Tata, 1986) ist ein Verfahren der experimentellen, kognitiven Grundlagenforschung in der Psychologie. Dotprobe-Aufgaben werden zur Messung von selektiver Aufmerksamkeit auf bestimmte Reize in der Umwelt herangezogen. 

## Theoretischer Hintergrund
Dotprobe-Aufgaben haben ihren Ursprung in der kognitiven Psychologie. Hier wird davon ausgegangen, dass psychische Störungen durch kognitive Verzerrungen in der Informationsverarbeitung ausgelöst werden oder mit ihnen einhergehen. Es wird angenommen, dass sich diese Verzerrungen auf die Wahrnehmung, die Aufmerksamkeit und das Gedächtnis auswirken. Depressionen werden beispielsweise nach der Kognitiven Verhaltenstherapie nach Aaron T. Beck durch dysfunktionale, der Informationsverarbeitung leicht zugängliche Schemata einseitig verzerrt. Ähnliches nimmt man bei Angststörungen an: phobische Reize sind der Informationsverarbeitung leicht zugänglich und können Informationsverarbeitungsprozesse einseitig verzerren. 
Aufgrund der Schwierigkeiten, implizite kognitive Prozesse zu messen, sucht man in der Regel nach Indikatoren für kognitive Verzerrungen der Informationsverarbeitung. Einer dieser Indikatoren sollte die Aufmerksamkeit auf Reize in der Umwelt darstellen. Um beispielsweise effektiv Vermeidungsverhalten auf bestimmte Reize zeigen zu können, sollten diese schneller in der Umwelt erkannt werden als andere, irrelevante Reize. Man geht davon aus, dass chronisch aktivierte oder sehr leicht aktivierbare Informationen im Gedächtnis zu einer einseitigen Senkung der Wahrnehmungsschwellen führen. Dies würde sich in einer selektiven Aufmerksamkeit auf bestimmte Reize äußern, die dann schneller erkannt werden als andere.

## Das Verfahren
Dotprobe-Aufgaben werden am Computer durchgeführt. Zuerst wird den Personen in der Mitte des Bildschirms ein Fixationskreuz präsentiert, um die Aufmerksamkeit auf den Bildschirmmittelpunkt zu lenken. Anschließend werden simultan zwei Reize wie Wörter oder Bilder präsentiert. Ein Reiz entspricht einem bestimmten Zielkonzept, der andere Reiz ist neutral. Anschließend wird einer der beiden Reize durch einen Punkt ersetzt. Aufgabe der Person ist es, auf die Position des Punkts zu reagieren (beispielsweise mittels eines Tastendrucks). Die Personen reagieren schneller, wenn der Punkt den Reiz ersetzt, auf den die Aufmerksamkeit bereits gelenkt wurde. Betrachtet man das obige Beispiel würde man davon ausgehen, dass Spinnenphobiker schneller reagieren würden, wenn der Punkt „Spinne“ ersetzt als wenn der Punkt „Tisch“ ersetzt. Diesen Unterschied würde man bei Nicht-Spinnenphobikern nicht erwarten.

## Anwendungsfelder
Dotprobe-Aufgaben werden in Psychologie in der Grundlagenforschung eingesetzt. In der klinischen Psychologie wird die Aufgabe häufig zur Erforschung der Ursachen von emotionalen Störungen verwendet. Weitere Anwendungsfelder ergeben sich aus der Wahl der Stimuli. So konnte beispielsweise gezeigt werden, dass Hungrige selektive Aufmerksamkeit auf Nahrung zeigten, während bei Gesättigten diese Aufmerksamkeitsverzerrung nicht auftrat.